# Distretto di Musabeyli
Il distretto di Musabeyli (in turco Musabeyli ilçesi) è uno dei distretti della provincia di Kilis, in Turchia.